# Canadian Journal of Research
Canadian Journal of Research est une revue scientifique révisée par des pairs et créée en 1929 par le Conseil national de recherches du Canada. En 1935, la revue s'est divisée en 4 sous-sections et a ajouté 2 autres sous-sections en 1944. En 1951, chaque sous-section a formé une revue distincte:
- Canadian Journal of Research, Section A: Physical Sciences (1935−1950,  (ISSN 0366-7383)) est devenu Canadian Journal of Physics.
- Canadian Journal of Research, Section B: Chemical Sciences (1935−1950,  (ISSN 0366-7391)) est devenuCanadian Journal of Chemistry.
- Canadian Journal of Research, Section C: Botanical Sciences (1935−1950,  (ISSN 0366-7405)) est devenu Canadian Journal of Botany.
- Canadian Journal of Research, Section D: Zoological Sciences (1935−1950,  (ISSN 0366-7413)) est devenu Canadian Journal of Zoology.
- Canadian Journal of Research, Section E: Medical Sciences (1944−1950,  (ISSN 0366-743X)) est devenu Canadian Journal of Medical Sciences.
- Canadian Journal of Research, Section F: Technology (1944−1950,  (ISSN 0315-2030)) est devenu Canadian Journal of Technology.